# Онода Хіроо
Оно́да Хіроо́ (яп. 小野田寛郎, おのだひろお; 19 березня 1922 — 16 січня 2014) — японський військовий, молодший лейтенант розвідки Імперської армії Японії. Навчався в армійському училищі Накано, що готувало спеціалістів з партизанської війни. Брав участь у Війні на Тихому океані з 1944 року. Не знаючи про капітуляцію Японії, продовжував бойові дії на філіппінському острові Лубанг до 1974 року. З 1984 року до смерті був головою «Школи природи», що займається соціалізацією японської молоді. Нагороджений бразильською медаллю Сантоса-Дюмона і японською медаллю честі.

## Біографія

### 1922—1945
Онода народився 19 березня 1922 року у селі Камекава префектури Вакаяма у сім'ї Оноди Сюдзіро і Оноди Тамае. Батько хлопця працював освітянином, журналістом і депутатом префектурної ради. Молодий Онода був третім сином у сім'ї і мав 3 братів і сестру.. В юності він навчався у середній школі міста Кайнан, де особливо наполегливо вивчав кендо, японське фехтування.
У квітні 1939 року, після закінчення школи, Онода влаштувався на роботу до приватної торговельної компанії Тадзіма і переїхав до китайського міста Ханькоу, де опанував китайську і англійську мови. Проте вже у грудні 1942 року його призвали на військову службу і він повернувся на батьківщину. Спочатку Оноду приписали рядовим другого класу до 61-го піхотного полку, але через декілька днів перевели до 218-го піхотного полку. У липні 1943 року його підвищили у званні до рядового першого класу, у вересні — до рядового вищого класу, а у листопаді — до капрала.
Протягом січня — серпня 1944 року Онода навчався у Першому армійському училищі Куруме з підготовки командного складу. У ході навчання, у квітні того ж року, він отримав звання сержанта, а після випуску — звання старшого сержанта і призначення на подальше навчання до Генерального штабу Японії. Проте Онода вирішив продовжити кар'єру бойового офіцера і у серпні 1944 року вступив до відділення Футамата армійського училища Накано, яке готувало офіцерів розвідки. Закінчити ж навчання не вдалося через термінову відправку на фронт. За два місяці Оноду приписали до штабу 14 армії і у грудні 1944 року відправили до Філіппін як командира спецзагону з проведення диверсійних операцій в тилу противника. У січні 1945 року він був підвищений до звання молодшого лейтенанта і відправлений до філіппінського острова Лубанг. Перед цим молодий офіцер отримав від свого командира, генерал-лейтенанта Йокоями Сідзуо, наступний наказ:
|  | Самогубство категорично забороняється! Тримайся 3 — 5 років. Я обов'язково прийду за тобою. Продовжуй боротьбу поки ще живий хоча б один солдат, навіть якщо доведеться харчуватись плодами пальм. Повторюю, самогубство суворо заборонено!Оригінальний текст (яп.) 玉砕は一切まかりならぬ。3年でも、5年でも頑張れ。必ず迎えに行く。それまで兵隊が1人でも残っている間は、ヤシの実を齧ってでもその兵隊を使って頑張ってくれ。いいか、重ねて言うが、玉砕は絶対に許さん。わかったな。 |

Після прибуття до Лубангу, Онода запропонував японському командуванню острова розпочати підготовку до тривалої оборони, проте його думки не були почуті. У результаті війська США без труднощів розбили японців, а молодий розвідник зі своїм загоном був змушений утекти в гори. Онода облаштував базу у джунглях і почав вести партизанську війну у тилу ворога разом з підлеглими: рядовим першого класу Акацу Юїті, рядовим вищого класу Кодзукою Кінсіті і капралом Сімадою Сьоїті.

### 1945—1974

Розташування Лубангу.

15 серпня 1945 року Японія підписала акт капітуляції. Незабаром до рук Оноди потрапили американські листівки, у яких повідомлялося про закінчення війни. Наприкінці того ж року літаки скинули у джунглях наказ командира 14 армії генерала Ямашіти Томоюкі про здачу зброї і капітуляцію. Онода розцінив ці документи як ворожу пропаганду і продовжив боротьбу проти США, чекаючи на повернення острова під японський контроль. Через відсутність зв'язку з його групою, у вересні 1945 року японська влада оголосила її членів загиблими. Проте у 1950 році Акацу Юїті здався філіппінській поліції і в 1951 році повернувся на батьківщину, завдяки чому стало відомо, що Онода і двоє його підопічних ще живі.
Випадок з Онодою не був поодиноким. Зважаючи на це, японський уряд у 1950 році створив спеціальну комісію з порятунку японських солдатів, що залишилися за кордоном. Утім, вона не могла негайно приступити до роботи через політичну нестабільність Філіппін.
7 травня 1954 року в горах острова Лубанга загін філіппінської поліції зіткнувся з групою Оноди. У ході перестрілки був убитий Сімада Сьоїті. Через цей інцидент філіппінський уряд дозволив членам японської комісії почати розшуки японських солдат. На основі свідчень Акацу Юїті комісія проводила пошук протягом травня 1954 року, цілого 1958 року і травня — грудня 1959 року, але знайти Оноду і його підлеглого Кодзуку не змогла. Почекавши 10 років, 31 травня 1969 року японський уряд вдруге оголосив їх загиблими й посмертно нагородив Орденом ранкового сонця 6-го ступеня.
У січні 1972 року на острові Гуам, що перебував під контролем США, було випадково знайдено уцілілого капрала японської армії Йокої Сьоїті. Цей випадок засвідчив, що деякі японські солдати продовжують переховуватись на островах Тихого океану і не знають про закінчення Другої світової війни. Між тим, 19 жовтня 1972 року на острові Лубанг філіппінська поліція застрелила одного японського солдата під час реквізиції ним рису у селян. Ним виявився Кодзука Кінсіті, останній спільник Оноди. У зв'язку з цим 22 жовтня того ж року Міністерство добробуту Японії відправило до Філіппін делегацію з членів розвідувальної комісії з порятунку японських солдат, а також родичів загиблого і Оноди. Але пошуки останнього результатів не дали.
Протягом 30 років перебування у джунглях Лубангу Онода адаптувався до місцевих умов, вів кочовий спосіб життя, збирав інформацію про противника і події у світі, а також здійснював напади на філіппінське населення. Розвідник харчувався сушеним м'ясом диких буйволів, що були впольовані ним самим, а також плодами пальм, переважно кокосів. Зі своїми підлеглими Онода здійснив понад сто нападів на американську радарну базу, філіппінських посадовців, поліцію і селян. У ході цих операцій було убито 30 і важко поранено понад 100 військових і цивільних осіб.
Під час одного з нападів на базу противника розвідник здобув радіоприймач, переобладнав його на прийняття декаметрових хвиль і отримував інформацію про навколишній світ. Онода також мав доступ до японських газет і журналів, які залишали в джунглях члени пошукових японських комісій. Він був добре обізнаний про події в Японії: знав про одруження принца Акіхіто 1959 року, про проведення літніх Олімпійських ігор 1964 року в Токіо і про «японське економічне диво», але відмовлявся вірити в поразку своєї батьківщини у Другій світовій війні. Ще перед відправкою на фронт Оноду вчили в офіцерському училищі, що противник буде вдаватися до масової дезінформації наприкінці війни, тому він сприймав усі повідомлення політичного характеру під викривленим кутом зору. Так, розвідник гадав, що уряд, який контролює Японію після 1945 року, — це маріонетка США, а справжній Імперський уряд знаходиться в екзилі, на території Маньчжурії. Початок Корейської війни 1950–1953 року здавався Оноді контрнаступом японців з Манчжурії на позиції США на півдні Кореї, а затяжна війна у В'єтнамі 1959–1975 років розцінювалася ним як успішна кампанія Імперської армії Японії проти американців, які ось-ось мають капітулювати.
20 лютого 1974 року молодий японський мандрівник Судзукі Норіо випадково знайшов Оноду у джунглях Лубангу. Судзукі намагався схилити його до повернення на батьківщину, розповідаючи про кінець війни, поразку японців і сучасне процвітання Японії. Проте Онода відмовлявся, пояснюючи, що не може покинути місце служби, бо немає на це дозволу свого старшого офіцера. Судзукі повернувся до Японії сам, але привіз фотографії японського розвідника, які викликали фурор у японських засобах масової інформації. Японський уряд терміново зв'язався з Таніґуті Йосімі, колишнім майором Імперської армії Японії і командиром Оноди, який після закінчення війни працював у книгарні. 9 березня 1974 року Таніґуті прибув до Лубангу, вийшов на зв'язок з Онодою і оголосив йому наступний наказ:
| | 1. Згідно з наказом Його Величності, усі військові підрозділи звільняються від виконання бойових операцій. 2. Згідно з наказом № 2003 про бойові операції «А», особлива група Генерального штабу 14 армії звільняється від виконання усіх операцій. 3. Усі підрозділи і особи, які підпорядковуються особливій групі Генерального штабу 14 армії, повинні негайно припинити бої та маневри, і перейти під командування найближчих вищих офіцерів. Якщо це неможливо, вони повинні безпосередньо зв'язатися з армією США або арміями їхніх союзників і слідувати їхнім інструкціям. |
| — командир особливої групи Генерального штабу 14 армії Таніґуті Йосімі Оригінальний текст (яп.) 一 大命ニ依リ尚武集団ハスヘテノ作戦行動ヲ解除サル。 二 参謀部別班ハ尚武作命甲第2003号ニ依リ全任ヲ解除サル。 三 参謀部別班所属ノ各部隊及ヒ関係者は直ニ戦闘及ヒ工作ヲ停止シ夫々最寄の上級指揮官ノ指揮下ニ入ルヘシ。巳ムヲ得サル場合ハ直接米軍又ハ比軍ト連絡ヲトリ其指示ニ従フヘシ。第十四方面軍参謀部別班班長 谷口義美 | |

Капітуляція Оноди

10 березня 1974 року Онода приніс звіт для Таніґуті на радарну станцію і здався філіппінським військам. Він був одягнений у військову форму і мав при собі японський меч, справну гвинтівку Арисака 99, 500 набоїв до неї і декілька ручних гранат. Японець передав свій меч командиру бази на знак капітуляції і був готовий до страти. Проте командир повернув йому зброю, назвавши його «взірцем армійської вірності». За філіппінським законодавством Оноді загрожувала смертна кара за грабунок і убивства селян, напади на поліцію і військових протягом 1945 — 1974 років, проте завдяки втручанню Міністерства закордонних справ Японії його було помилувано. На церемонії капітуляції були присутні високопосадовці обох країн, зокрема президент Філіппін Фердинанд Маркос. По її завершенню Онода урочисто повернувся на батьківщину 12 березня 1974 року.

### 1974—2014
Після повернення Оноди до Японії до нього була прикута увага усіх засобів інформації країни. Частина японської громадськості, переважно науковці і журналісти, які були виховані відповідно до нової про-американської політично-суспільної парадигми, прохолодно поставилися до особи колишнього офіцера. Ще в аеропорту Онода тричі виголосив імперське вітання: «Слава Його величності Імператору!», чим спантеличив тих, хто його зустрічав. Комуністи і соціал-демократи стали таврувати його «привидом мілітаризму», а ліва і ліво-центристська преса на чолі з «Асахі Сімбун» і «Майніті Сімбун» розпочала кампанію зі цькування: стверджувалося, що Онода насправді знав про поразку Японії, але через свою мілітаристську натуру відмовлявся капітулювати, убиваючи сотні філіппінців протягом 1945 — 1974 років.
Попри це, Онода мав чимало симпатиків серед урядовців і простих громадян. Йому навіть пропонували балотуватися до Палати Представників Парламенту Японії, але він відмовився. Як привітання з поверненням Кабінет Міністрів Японії дарував Оноді 1 мільйон єн, проте колишній офіцер пожертвував усю суму Святилищу Ясукуні в Токіо, в якому вшановуються душі воїнів, які полягли за Японію у 19 — 20 століттях. Онода зустрічався з тогочасним прем'єр-міністром Японії Танакою Какуеєм, але відмовився від аудієнції з Імператором Сьова, мотивуючи це тим, що не достойний прийому Його Величності, бо особливих подвигів не вчинив.
Через кампанію цькування у засобах масової інформації та труднощі в пристосуванні до умов повоєнної Японії, Онода вирішив полишити батьківщину. У квітні 1975 року, слідом за своїм старшим братом, він переїхав на проживання до Бразилії, де з кінця 19 століття існувала велика японська діаспора. Через рік Онода одружився і став займатися скотарством. Протягом 10 років йому вдалося створити ранчо площею в 1200 гектарів на 1800 голів рогатої худоби. Поряд з цим Онода заснував у 1978 році товариство «Японці Бразилії» і займав посаду його голови впродовж 8 років.
У 1984 році Онода повернувся до Японії і заснував громадську організацію «Школа природи» для виховання здорового молодого покоління. Приводом для її заснування стали новини про вбивство японським юнаком своїх батьків у 1980 році. Оноду турбувала психічна деградація і криміналізація японської молоді, тому він вирішив допомогти їй, реалізовуюючи досвід, який набув у джунглях Лубангу. Головним завданням новоствореної організації він бачив соціалізацію юнацтва через пізнання природи. Від 1984 року під керівництвом Оноди школа щорічно проводила літні табори для дітей і їхніх батьків по всій Японії, організовувала поміч дітям-інвалідам, проводила наукові конференції, присвячені вихованню.. За успішну роботу з молоддю в листопаді 1999 року Онода був нагороджений премією в галузі соціального виховання міністра культури, освіти і спорту Японії. Окрім цього, у червні 2000 року він працював лектором Університету Хокуріку, а у квітні 2001 року лектором Університету Такусьоку.
6 грудня 2004 року Онода став першим з японців, який був нагороджений медаллю Сантоса-Дюмона, найвищою нагородою ВПС Бразилії для цивільних осіб. Він також отримав звання почесного громадянина бразильського штату Мату-Гросу від уряду цього штату. 3 листопада 2005 року японський уряд нагородив Оноду медаллю честі з синьою стрічкою «за заслуги перед громадськістю».
Незважаючи на похилий вік, Онода продовжував вести справи в Японії і Бразилії, періодично відвідуючи обидві країни. Він був членом таких право-центристських громадських організацій, як Національна рада захисту Японії і Японська Рада. Онода — автор декількох монографій і книг, присвячених його 30-річному перебуванню на Філіппінах, а також питанням Другої світової війни. Він виступав за збереження традиційних японських цінностей у сім'ї, бізнесі і політиці. Дружина Оноди була головою Товариства жінок Японії і депутатом Ради префектури Ехіме.
Онода помер 16 січня 2014 року через ускладнення від пневмонії.